# Millotia depauperata
Millotia depauperata là một loài thực vật có hoa trong họ Cúc. Loài này được Stapf mô tả khoa học đầu tiên.